# Trường đại học quân sự quốc gia Vasil Levski
Trường Đại học quân sự quốc gia Vasil Levski, Tiếng Bungary "Националният военен университет „Васил Левски" là trường đại học quân sự của CH Bungary tại thành phố Veliko Tarnovo.Được thành lập năm 1878 hiện tại là trường được thành lập lâu đời nhất của Bungary.

## Lịch sử
Mùa hè năm 1878 Trường bắc đầu thành lập địa điểm tại thành phố Plovdiv sau hiệp ước Bỉ.
Vào năm 1942 trường nhận danh hiệu trường đại học quân sự và đổi tên thành trường Quân sự nhân dân " Vasil Levski" năm 1942. Năm 1946 Trường chia ra làm khoa Không quân phòng không Shumen trường không quân Georgi Benkovski, vào năm 1948 là Khoa pháo Shumen trường không quân Georgi Benkovski. Năm 1958 Trường thay đổi địa điểm từ Sofia về Veliko Tarnovo Năm 2002 ba trường đại học quân sự thống nhất thành một trường gọi là Đại học quân sự quốc gia Vasil Levsski.

### Lãnh đạo trường qua các thời kỳ

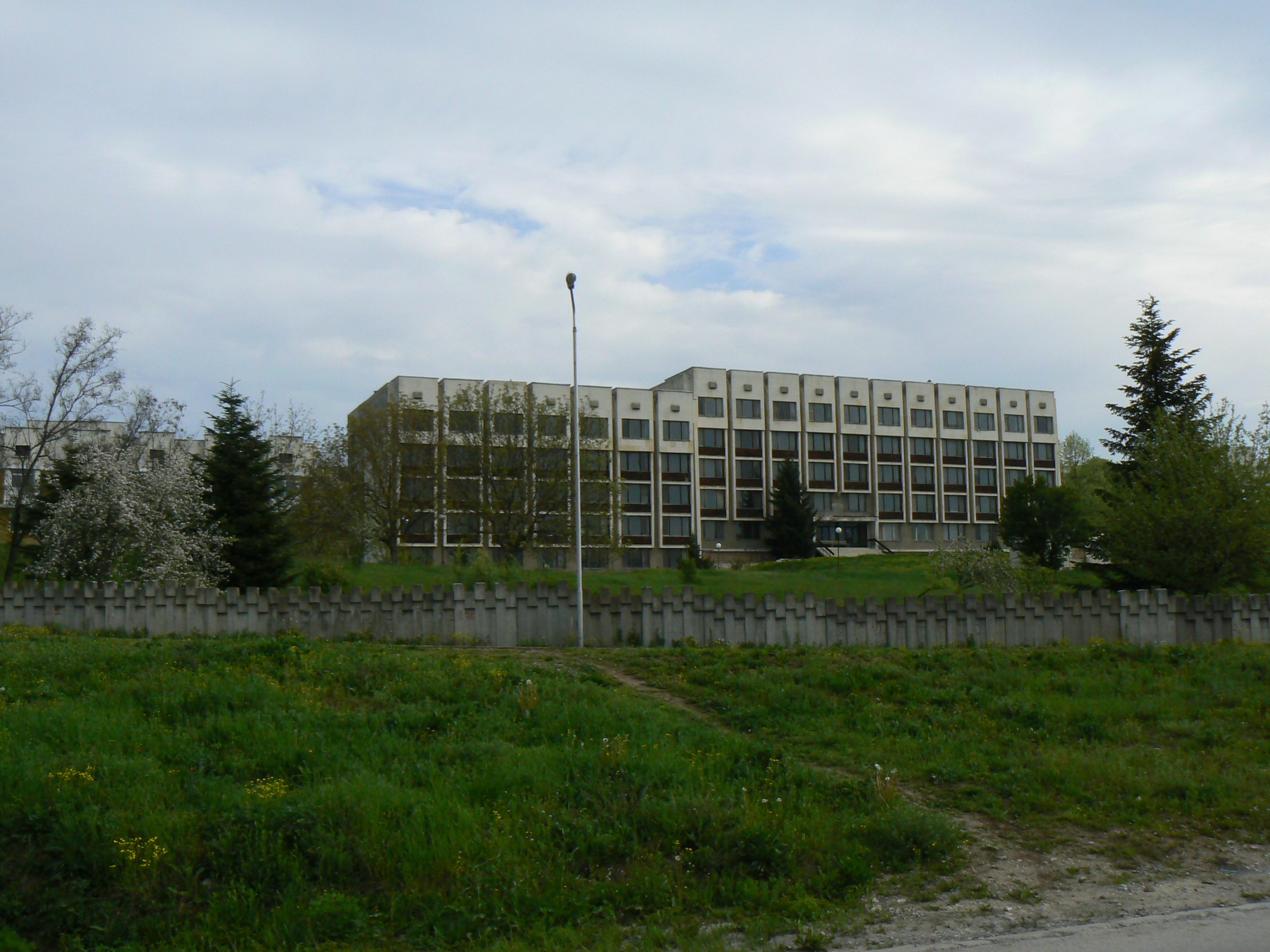
Ký túc xá trường ĐH QS Vasil Levski

| #  | Cấp bậc     | Tên                   | thời gian                                   |
| -- | ----------- | --------------------- | ------------------------------------------- |
| 1  | Đại úy      | Nikolai Fleysher      | 1 tháng 9 năm 1878 - 21 tháng 5 năm 1879    |
| 2  | Đại úy      | Konstantin Ryabinkin  | 31 tháng 5 năm 1879 - 2 tháng 1 năm 1882    |
| 3  | Đại tá      | Аrnold Remlingen      | 2 tháng 1 năm 1882 - 19 tháng 3 năm 1884    |
| 4  | Đại tá      | Vsevolod Sakharov     | 20 tháng 3 năm 1884 - 8 tháng 10 năm 1885   |
| 5  | Thượng tá   | Аnastas Benderev      | 10 tháng 10 năm 1885 - 28 tháng 10 năm 1885 |
| 6  | Thiếu tá    | Petr Gruev            | 23 tháng 12 năm 1885 - 9 tháng 8 năm 1886   |
| 7  | Đại úy      | Hristofor Hesapchiev  | 28 tháng 8 năm 1886 - 28 tháng 1 năm 1887   |
| 8  | Thiếu tá    | Racho Petrov          | 28 tháng 1 năm 1887 - 1 tháng 7 năm 1887    |
| 9  | Thiếu tá    | Varban Vinarov        | 24 tháng 7 năm 1887 - 27 tháng 10 năm 1887  |
| 10 | Trung tá    | Stefan Paprikov       | 27 tháng 10 năm 1887 - 5 tháng 6 năm 1891   |
| 11 | Trung tá    | Racho Petrov          | 5 tháng 6 năm 1891 - 2 tháng 11 năm 1891    |
| 12 | Trung tá    | Kiril Botev           | 2 tháng 11 năm 1891 - 1 tháng 3 năm 1897    |
| 12 | Trung tá    | Pavel Hristov         | 1 tháng 3 năm 1897 - 29 tháng 5 năm 1897    |
| 13 | Trung tá    | Мikhail Savov         | 1 tháng 7 năm 1897 - 18 tháng 3 năm 1903    |
| 14 | Trung tá    | Vasil Petev           | 21 tháng 3 năm 1903 - 4 tháng 6 năm 1903    |
| 15 | Thiếu tướng | Stefan Iliev          | 4 tháng 6 năm 1903 - 9 tháng 1 năm 1904     |
| 16 | Trung tá    | Vasil Petev           | 9 tháng 1 năm 1904 - 14 tháng 3 năm 1905    |
| 17 | Đại tá      | Аtanas Nazlimov       | 14 tháng 3 năm 1905 - 1 tháng 11 năm 1907   |
| 18 | Thiếu tướng | Vicho Dikov           | 2 tháng 11 năm 1907 - 2 tháng 4 năm 1910    |
| 19 | Thiếu tướng | Kiril Botev           | 3 tháng 4 năm 1910 - 1 tháng 1 năm 1912     |
| 20 | Đại tá      | Nikola Zhekov         | 18 tháng 3 năm 1912 - 19 tháng 9 năm 1912   |
| 21 | Đại tá      | Ivan Лukov            | 27 tháng 9 năm 1913 - 9 tháng 3 năm 1914    |
| 22 | Đại tá      | Stefan Тasev          | 9 tháng 3 năm 1914 - 10 tháng 9 năm 1915    |
| 23 | Đại tá      | Georgi Stoynev        | 16 tháng 9 năm 1915 - 12 tháng 9 năm 1917   |
| 24 | Đại tá      | Аtanas Kaishev        | 17 tháng 9 năm 1917 - 23 tháng 9 năm 1918   |
| 25 | Đại tá      | Petr Мidilev          | 29 tháng 9 năm 1918 - 7 tháng 11 năm 1919   |
| 26 | Đại tá      | Stefan Noykov         | 24 tháng 11 năm 1919 - 13 tháng 6 năm 1920  |
| 27 | Đại tá      | Slaveiko Vasilev      | 16 tháng 6 năm 1920 - 18 tháng 10 năm 1920  |
| 28 | Đại tá      | Iliya Kableshkov      | 4 tháng 11 năm 1920 - 10 tháng 1 năm 1923   |
| 29 | Đại tá      | Hristo Hristov        | 10 tháng 1 năm 1923 - 13 tháng 6 năm 1923   |
| 30 | Đại tá      | Damyan Velchev        | 14 tháng 6 năm 1923 - 5 tháng 9 năm 1928    |
| 31 | Thiếu tướng | Sotir Мarinkov        | 5 tháng 9 năm 1928 - 30 tháng 1 năm 1929    |
| 32 | Đại tá      | Мikhail Yovov         | 31 tháng 1 năm 1929 - 18 tháng 5 năm 1934   |
| 33 | Đại tá      | Krum Kolev            | 19 tháng 5 năm 1934 - 11 tháng 4 năm 1935   |
| 34 | Đại tá      | Dimitar Stoyanov      | 11 tháng 4 năm 1935 - 28 tháng 10 năm 1935  |
| 35 | Đại tá      | Vasil Boydev          | 28 tháng 10 năm 1935 - 12 tháng 10 năm 1936 |
| 36 | Đại tá      | Nikola Hadzhipetkov   | 12 tháng 10 năm 1936 - 17 tháng 2 năm 1937  |
| 37 | Đại tá      | Nikola Мikhov         | 17 tháng 2 năm 1937 - 9 tháng 8 năm 1941    |
| 38 | Đại tá      | Аleksandr Popdimitrov | 28 tháng 4 năm 1941 - 19 tháng 9 năm 1942   |
| 39 | Đại tá      | Ivan Sapundzhiev      | 19 tháng 9 năm 1942 - 9 tháng 9 năm 1944    |
| 40 | Đại tá      | Hristo Stoikov        | 10 tháng 9 năm 1944 - 26 tháng 1 năm 1948   |